# 木活字版
木活字版（もっかつじばん）とは、木製活字で印刷された出版物を指すが、狭義においては江戸時代中期から明治時代初期にかけて出版された木製活字印本（近世木活字版）を指す場合がある。この場合の木活字版とは、江戸時代初期の古活字版に対応するもので、研究家の間でも定義づけに諸説があり、寛永年間以後とする説と天明あるいは寛政年間以後とする説に分かれる。また、古活字版より後代の明治以前に出された活版印刷物（すなわち金属製活字を含めた）全てを木活字版とする説もある。
日本においては活版印刷が普及せず、寛永期以後は整版が主流となるが、以後も木活字を用いた印刷が細々と続けられた。それが大きく転換されるのは、天明・寛政以後のことである。この頃、清国より伝わった印刷技術書『欽定武英殿聚珍版程式』がもたらされ、木活字印刷の改良が進んだことが背景にあった。改良によって1枚の板を版とする整版よりも経済的なコストが減少し、簡便になったことにより、小資本・少部数の出版が可能となり、私家版や素人版などと言った現在で言う自費出版に用いられるようになった他、江戸幕府の教育機関や地方の藩校、学者の私塾などの教科書にも用いられた。
これに対して当時は著作権の概念がなく、整版版木の製作・所持者が権利者であると考えられてきた当時の出版慣行と適合しないことから、版元である三都の書林（本屋）などを中心にこれを排斥する動きもあったが、逆に個人による刊行は書林のように幕府や諸藩の統制を受けにくかったために政治関係の書籍や新規の学説・主張などを取り込んだ書籍などが多く刊行された。現存する木活字版だけでも1000種類以上を超えている。